# Weihmörting (Rotthalmünster)
Weihmörting ist ein Gemeindeteil des Marktes Rotthalmünster im niederbayerischen Landkreis Passau. Bis 1978 bildete es eine selbstständige Gemeinde.

## Lage
Das Kirchdorf Weihmörting liegt im Rottal, etwa drei Kilometer nördlich von Rotthalmünster.

## Geschichte
Historisch wurde das Kirchdorf Weihmörting bei Rotthalmünster zur Unterscheidung vom Weiler Weihmörting bei Neuhaus am Inn  auch als Ober-Weihmörting bezeichnet. Die Namensgleichheit der beiden Orte führte und führt immer wieder zu Verwechslungen. Der Name Weihmörting, eigentlich St. Weih-Martin, leitet sich in beiden Fällen von einer örtlichen Kirche zu Ehren des Heiligen Martin ab. 
Wohl schon im 8. Jahrhundert stand in Weihmörting bei Rotthalmünster eine der ältesten Kirchen der Gegend. Die Pfarrei Weihmörting ist eine alte, urkundlich schon 1140 bezeugte Säkularpfarrei. Das Präsentations- und Patronatsrecht stand zunächst den Bischöfen von Regensburg zu. 1194 kam es an das Kloster Mondsee. Kurz darauf erhielten die Grafen von Ortenburg das Patronatsrecht, ehe Pfalzgraf Rapoto II. im Jahre 1215 zu Gunsten des Klosters Mondsee endgültig verzichtete. 1605 schenkte Abt Christoph von Mondsee das Patronats- und Präsentationsrecht dem Domkapitel Passau.

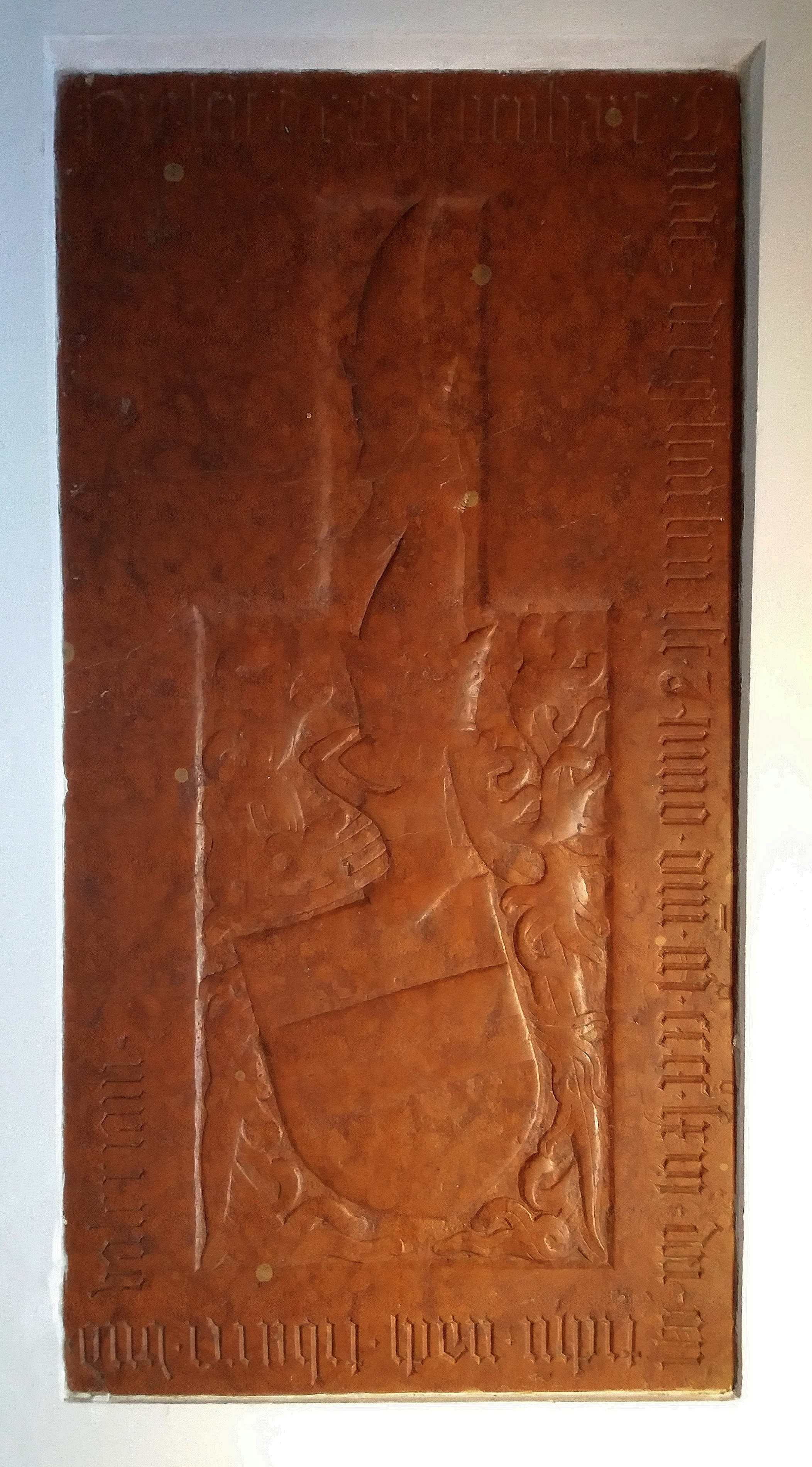
Wappengrabplatte des Lienhard Smacz (vor 1466) in der Pfarrkirche St. Martin

In Weihmörting waren im Mittelalter außerdem Adelige ansässig. Die Edlen von Wimertingen (auch Wichmarting, Wihenmertingen, Weichmertingen, Wuidmarting, Wihemartingen und Wichmartingen) sind besonders häufig in Urkunden der Klöster Asbach, Vornbach, Niederaltaich und Reichenbach aus dem 12. Jahrhundert nachweisbar. Das Geschlecht dürfte 1192 durch die ortenburgische/bogensche Fehde ausgetilgt worden sein. 
Im 15. Jahrhundert war ein adeliges Landgut in Weihmörting im Besitz der Herren von Smacz, die als Mitglieder der Landstände von Niederbayern aufscheinen und in der Pfarrkirche St. Martin ihre Grablege hatten. Dort erinnert z. B. noch die Wappengrabplatte des Lienhard Smacz (entstanden vor 1466) an diese Familie.
Da weitere Inhaber der Hofmark Weihmörting nicht bekannt sind, ist anzunehmen, dass der Besitz letztlich an die Wittelsbacher fiel, die an dem Weiterbestehen des adeligen Gutes kein Interesse hatten. Diese hatten den pfalzgräflichen Besitz in seiner Gesamtheit gekauft und dürften die schwachen Rechte des Klosters Mondsee unbeachtet gelassen haben.
Aus der Obmannschaft Weihmörting im Amt Karpfham ging 1811 der Steuerdistrikt Weihmörting und daraus die Gemeinde Weihmörting mit 24 Ortsteilen hervor. Sie unterstand zunächst dem Landgericht Griesbach und ab 1838 dem neugebildeten Landgericht Rotthalmünster. Im Rahmen der Gebietsreform in Bayern wurde die Gemeinde Weihmörting, die zum Landkreis Griesbach im Rottal gehörte, im Jahr 1978 in den Markt Rotthalmünster eingegliedert.

## Sehenswürdigkeiten
- Pfarrkirche St. Martin. Sie stammt in ihren älteren Teilen (Chor, Mittelschiff, Langhaus und Turm) wohl aus dem 14. Jahrhundert, wie hauptsächlich Chorgewölbe und Stilmerkmale des Turmes vermuten lassen. Das Gewölbe des Mittelschiffes ist spätgotisch und dürfte, wie das sechste Turmgeschoss, im ausgehenden 15. oder frühen 16. Jahrhundert entstanden sein. 1852 wurde die Kirche verlängert und durch den Anbau von zwei Seitenschiffen erweitert. 1861 wurde der Turm nochmals erhöht.

## Vereine
- BBV-Ortsverband Weihmörting
- Brieftaubenverein Weihmörting
- Freie Wählergemeinschaft Weihmörting. Sie beteiligt sich seit der Eingemeindung an Wahlen und ist seit dem 8. November 2007 ein offizieller Verein.
- Freiwillige Feuerwehr Weihmörting. Sie wurde am Silvesterabend des Jahres 1880 gegründet.
- Kath. Frauenbund Weihmörting
- Krieger-, Soldaten- und Reservistenkameradschaft Weihmörting
- VdK Ortsverband Asbach/Weihmörting